# Luis Siret

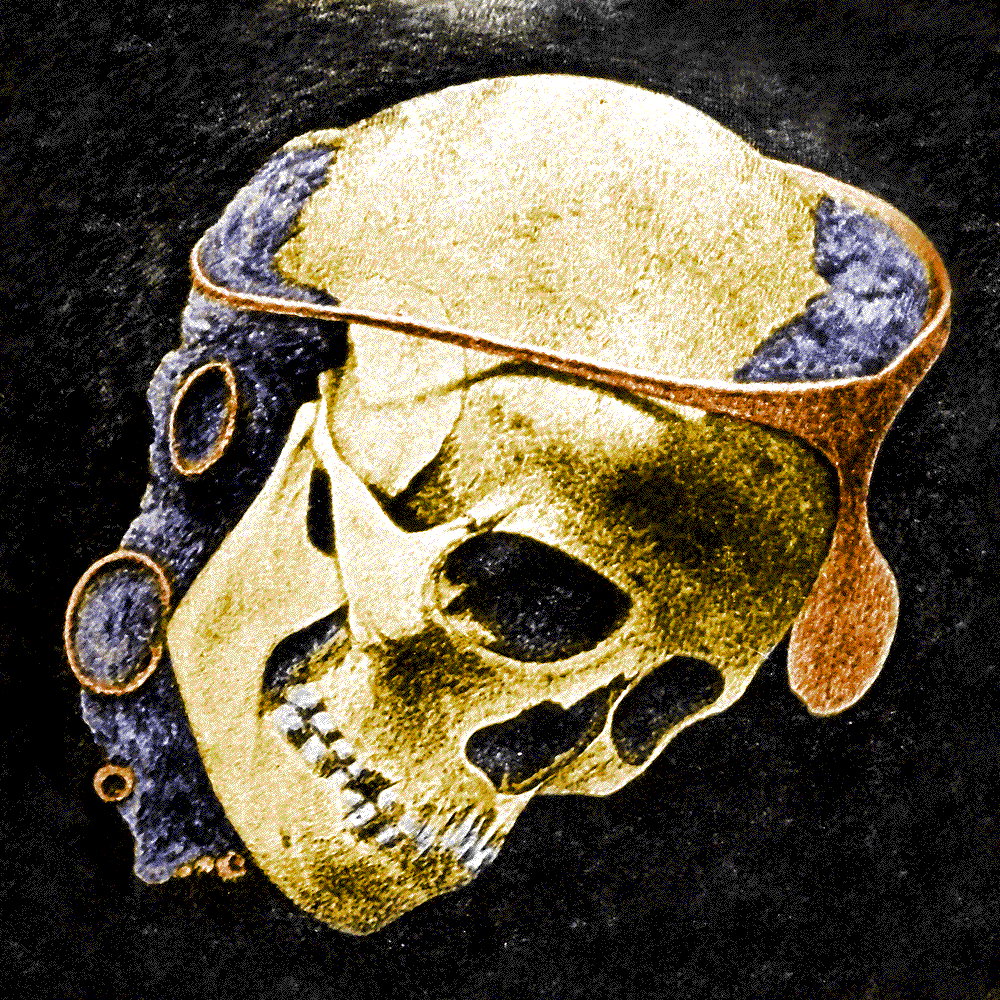
Dibujo de Luis Siret: Cráneo con diadema de plata de la cultura de El Argar

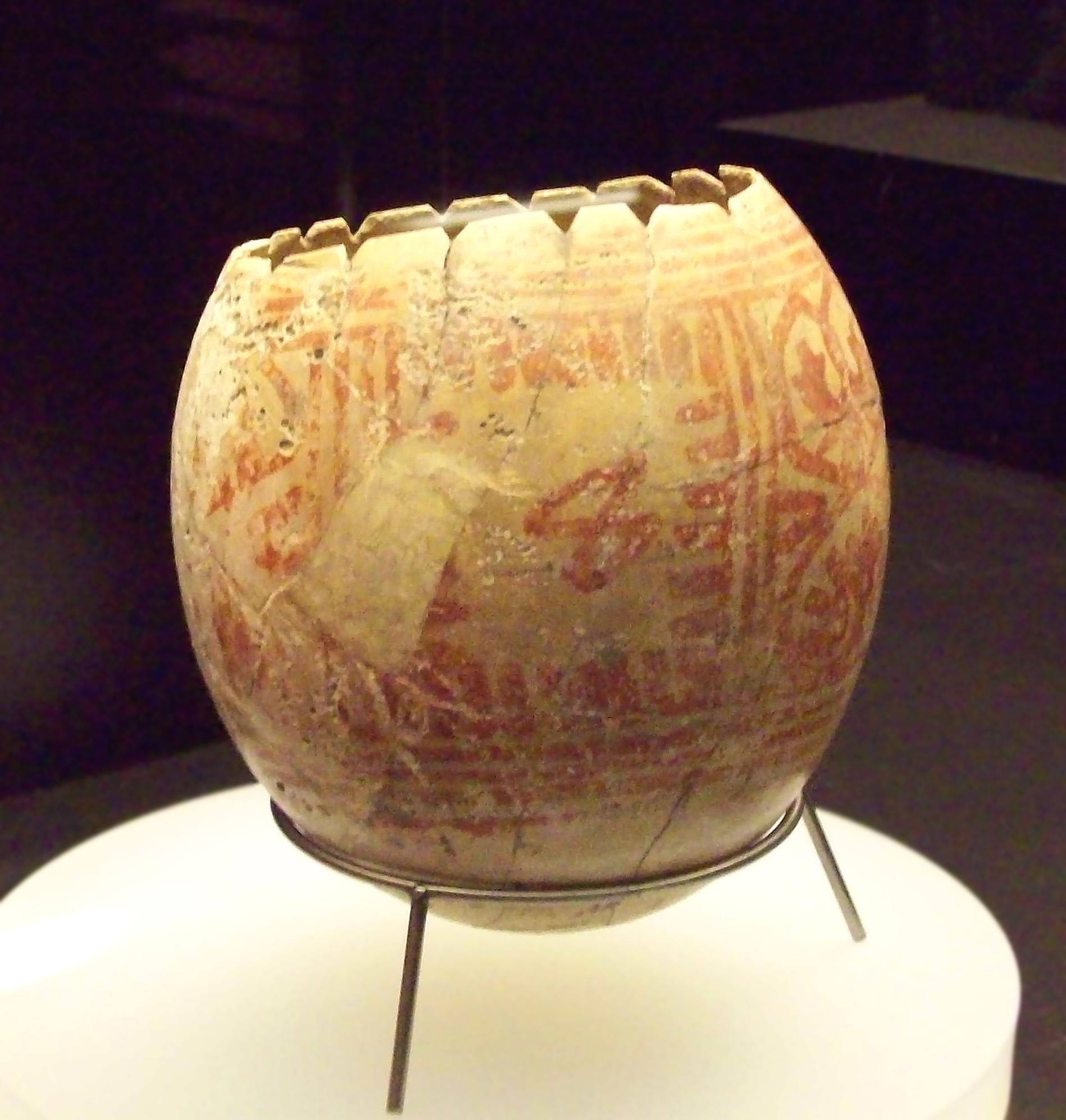
Huevo de avestruz púnico hallado por Siret en Villaricos (M.A.N., Madrid).

Luis Siret y Cels (Sint-Niklaas-Waas, Flandes, Bélgica, 26 de agosto de 1860 - Las Herrerías, Almería, España, 7 de junio de 1934) fue un ingeniero de minas,  arqueólogo e ilustrador belga.
Luis Siret es considerado el padre del Museo de Almería. En 1881 llegó a Almería con su hermano Enrique Siret para trabajar como ingeniero de minas. Durante sus primeros años desarrolló una gran actividad arqueológica, excavando y estudiando yacimientos que sirvieron para montar la primera secuencia prehistórica del sur de la Península. Descubrió el yacimiento de Los Millares, El Argar, Villaricos, etc.

## Biografía

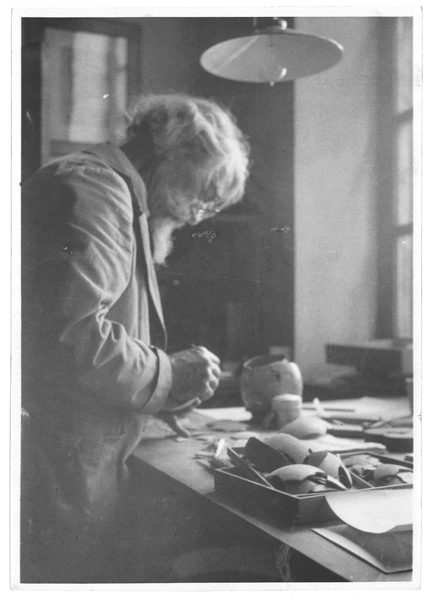
Luis Siret trabajando

Criado en un ambiente intelectual, su padre fue el historiador y poeta Adolphe Siret, director del Journal des beaux-arts et de la littérature. Nacido en Sint-Niklaas-Waas (Flandes, Bélgica), se traslada a Cuevas del Almanzora (Almería) con 21 años y su diploma de ingeniero de minas en mano (sale primero de su promoción), para reunirse con su hermano Enrique, ingeniero de minas también, que ya trabaja en las explotaciones de galena argentífera de Sierra Almagrera desde hacía más de dos años. 
Durante cincuenta años, con la ayuda de su hermano los seis primeros años y de su excavador, Pedro Flores, Siret investiga yacimientos paleolíticos, neolíticos, calcolíticos y del bronce en Campos, Tres Cabezos, Fuente Álamo, Fuente Bermeja, Lugarico Viejo, Gatas, El Oficio, Cuartillas, Fonelas, Zájara, Ifre, Parazuelos, Zapata, La Pernera, Mojácar, Almizaraque, El Palacés, El Argar, La Gerundia, El Gárcel, Los Millares, así como en varias cuevas (cueva Perneras, cueva de los Toyos, etc.) y en un yacimiento de la época de las colonizaciones púnicas y romanas con numerosas tumbas: Villaricos. 
Enrique y Luis Siret publican el resultado de sus primeras excavaciones en 1887 en Amberes bajo el título Les premiers âges du métal dans le Sud-Est de l'Espagne en dos volúmenes, uno de texto y otro de láminas in folio, en las que Luis Siret ha dibujado con gran habilidad unos ocho mil objetos y los planos y vistas de los yacimientos excavados. Ese mismo año la obra recibe el premio Martorell, una medalla de oro en la exposición universal de Toulouse y al año siguiente otra medalla de oro en la de Barcelona. En 1890 ve la luz en Barcelona una versión en castellano: Las primeras edades del metal en el Sudeste de España. Estos hallazgos inauditos representaron un gran paso en el estudio de la prehistoria del sureste de la península ibérica. Después del regreso definitivo de Enrique a Bélgica, en 1886, Luis Siret prosiguió sus excavaciones en solitario con su capataz Pedro Flores durante el resto de su vida, afición que compartía con la dirección de la Sociedad Minera de Almagrera que fundó en 1900. Han servido de base para el estudio de la secuencia prehistórica comprendida desde el Paleolítico hasta la Edad del Hierro. Unas muestras fueron expuestas en la Exposition universelle de París de 1889 y en la Exposición Internacional de Barcelona de 1929 y la espléndida colección Siret se expone actualmente en el Museo de Almería, en el Museo Arqueológico Nacional de Madrid y en importantes colecciones en otros museos del mundo (Bruselas, Londres, Berlín, etc.).
Actualmente sus restos reposan junto a su esposa Magdalena Belpaire de Siret en la localidad murciana de Águilas.
Su hermano Enrique, que había nacido el 25 de julio de 1857 en Namur (Bélgica), falleció en Malaise (Bélgica) el 22 de octubre de 1933.
Luis Siret es el bisabuelo del filósofo Luc Delannoy.

### Como autor
- Siret, Luis y Enrique (2006). «Las Primeras Edades del Metal en el Sudeste de España» (Facsímil edición). Murcia, España: Museo Arqueológico de Murcia. MU-584-2006. Archivado desde [=http://patrimur.com/publicaciones/siret/album/index.php el original] el 19 de noviembre de 2015. Consultado el 9 de julio de 2007.
- Siret, Luis (1891 (2001)). España Prehistórica. Facta Non Verba (Facsímil edición). Arráez Editores. Almería. 84-89606-37-4.
- Siret, Luis (1994). Orientales y Occidentales en España en los tiempos prehistóricos. Arráez Editores. Almería. (edición facsímil traducida al castellano).
- Siret, Luis (1995). Las religiones neolíticas de Iberia. Arráez Editores. Almería. (edición facsímil traducida al castellano).
- Siret, Luis (1995). Villaricos y Herrerías, Antigüedades púnicas, romanas, visigóticas y árabes. Arráez Editores. Almería. (edición facsímil).
- Siret, Luis (1996). Estudios de Arqueología, Mitología y Simbolismo. Arráez Editores. Almería. (edición facsímil traducida al castellano).
- Siret, E. y L. (1999). Del Neolítico al Bronce (Compendio de Estudios). Arráez Editores. Almería. (edición facsímil traducida al castellano).

### Sobre su vida y obra
- Herguido, Carlos (1994). Apuntes y documentos sobre Enrique y Luis Siret, ingenieros y arqueólogos. Instituto de Estudios Almerienses. Almería. (ISBN 84-8108-062-4) Errata: https://docdro.id/4wzJqz8
- Aula de Humanidades (1992). La Colonización fenicia en el sur de la península ibérica : 100 años de investigación : centenario del inicio de las excavaciones de Luis Siret en Villaricos. Instituto de Estudios Almerienses. Almería.
- Diccionario biográfico de Almería, (2006), artículo de Lorenzo Cara Barrionuevo, Instituto de Estudios Almerienses, colección Historia N° 6, Almería, pp. 371-374.
- VV.AA. Consejería de Cultura de la Junta de Andalucía (1984): Actas del Congreso "Homenaje a Luis Siret (1934-1984)". Cuevas del Almanzora, junio de 1984. ISBN 84-505-3511-5